# Verklaring van Windhoek
De Verklaring van Windhoek is een beginselverklaring van persvrijheid door Afrika-journalisten opgesteld in 1991. Die verklaring pleit voor onafhankelijke, pluralistische media en persvrijheid in Afrika. 
De verklaring was het resultaat van het Seminarie over opvoedkunde, wetenschap en cultuurorganisatie van die Verenigde Naties voor de bevordering van onafhankelijke, pluralistische media in Afrika. Het seminarie vond plaats in Windhoek, Namibië van 29 april tot 3 mei 1991. De verklaring bevat 19 stellingen die beschrijven wat nodig is voor de ontwikkeling en het behoud van de democratie alsook voor economische ontwikkeling. 

## Bron
- Declaration of Windhoek